# Теодор Врана
Теодор Врана (грчки: Θεοδωρος Βρανας, Тхеодорос Бранас), који се понекад назива Теодор Комнин Врана, био је генерал Византијског царства, а касније и Латинског царства са седиштем у Константинопољу. Под латинским режимом добио је титулу цезар, а 1206. постао је гувернер и господар Адријанопоља. Западни хроничари Четвртог крсташког рата, укључујући Жофроа де Вилардуена, га зову Ливернас (Џигерица).

## Порекло и рана каријера
Теодор је био син генерала и протосеваста Алексија Вране и Ане Комнин Ватац. Вероватно је рођен у Адријанопољу, где је његова породица држала наследне поседе. Био је потомак царске династије Комнина преко оба родитеља, и био је пранећак цара Манојла I Комнина. Његов отац, који је спречио сицилијанско-норманску инвазију на Византију у бици код Деметрица, погинуо је 1187. када је водио побуну против цара Исака II Анђела. Године 1193, према хроничару Алберику из Троа-Фонтена, Теодор је постао љубавник удовице царице Ане, која је тада имала 22 године. Била је ћерка француског краља Луја VII од његове треће жене Аделе од Шампање и сестра Филипа II од Француске. Првобитно је дошла у Константинопољ да би се удала за цара Алексија II Комнина, али је Алексија убио његов савладар и намесник цар Андроник I Комнин 1183. Она је тада била удата за цара Андроника I, и поново је остала удовица након његове насилне смрти 1185. године. Францускиња по рођења, Ана је потпуно усвојила византијску у културу и грчки језик; инсистирала је на ангажовању преводиоца када је разговарала са групом крсташа, тврдећи да је потпуно заборавила француски језик.
Теодор се борио са ограниченим успехом под царем Исаком II Анђелом. Као заповедник аланских најамника, био је једини византијски вођа који је пружио отпор немачким крсташима у окршају код Проусеноса код Филипопоља 1189. године. Заједно са Јованом Петралифом, Михаилом Кантакузином и другима, учествовао је у успешној завери да цара Исака збаци његов брат Алексије III Анђел 1195. Борио се против разних непријатеља под Алексијем III, и био је постављен за дукса теме Адријанопоља и Дидимотика ( гувернер покрајине). Био је истакнут у почетној одбрани Цариграда у Четвртом крсташком рату, 1202–1203.

## Живот у Латинском царству
После пада Цариграда 1204. године Теодор се, чини се, брзо сложио са новим латинским режимом. Теодор и Ана су се венчали, датум венчања је непознат, имали су најмање једну ћерку, која се удала за Нарџота де Тоуси. Неколико година после 1204. Теодор, а вероватно и Ана, били су од непроцењиве помоћи Царству. Теодор је био један од ретких значајних Грка који је понудио своју непосредну подршку и, вероватно 1206. године, заузврат је добио титулу цезара.
Врана је био вођа, под Алексијем Аспијетом, грчке партије у Филипопољу, противио се владавини бугарског цара Калојана. Успео је да избегне насилно пљачкање града од стране Бугара, након чега је Аспијет погубљен. Пошто је био признати антибугарски Грк и родом из Тракије, развио је још тешње везе са Латинима, који су били једина сила која се активно супротстављала бугарском цару. Калојанова деструктивна немилосрдност била је главни узрок грчког дезертерства код Латина. Хонијат наводи да је Врана изабран за вођу грчких трупа које су склопиле мир са латинским режимом у Цариграду. Године 1206. Теодор Врана је био посредник између Хенрика од Фландрије и Грка из Адријанопоља и Дидимотике, којима су Бугари претили и желели су да траже заштиту од Латина за своје градове. Врана је добио команду над гарнизоном Адријанопоља, који се састојао од локалних грчких трупа и 40 латинских витезова, а касније је безуспешно бранио Дидимотику када  је опседао и опљачкао цар Калојан (20. августа 1206). У пролеће 1207. Калојан је поново кренуо у офанзиву и опседао сам Адријанопољ. Опсада је напуштена и пре него што је стигла помоћна војска из Цариграда. Заједничка латинска и једренска војска, под царем Хенриком, извршила је тада препад на бугарску територију.
Теодор је био господар Адријанопоља, Дидимотике и Апроса (познатог Латинима као Напуљ или Наполи). Пактум Адрианополитанум из 1206. године, бележи признање Марина Зенона, млетачког подесте из Константинопоља, права „наследног владара и капетана, најдостојнијег Цезара, најплеменитијег Комнина, господара Теодора Врана“, да управља Адријанопољом и његовим територијама према обичајима Грка. Власт је била феудална по природи, Врана је био обавезан да обезбеди Венецији 500 коњаника када је то потребно. Венеција је заузврат била дужна да подржи Врану против свих непријатеља. Међутим, Врана је држао град Апрос директно од латинског цара, а зависност осталих територија од Венеције била је потпуно теоријска. Последње помињање Теодора Вране је из 1219. године, када је, као и његов зет Нарџот де Туси, накратко управљао Цариградом.

## Наслеђе
Теодора Врану је на месту господара Адријанопоља наследио Балдуин од Бетуна (на Западу се титулише као краљ Адронопили), вероватно син Балдуина од Бетуна, титуларног грофа од Аумала. Како је властелинство било наследно, претпоставља се да се Балдуин оженио иначе непознатом Вранином ћерком. Балдуин је био рођак Кона од Бетуне који је носио византијске титуле протовестијарија и севастократора.
Породица Врана је у каснијем 13. веку држала велика имања око Смирне у Анадолији, чини се да су се потпуно вратили у византијско друштво, а Теодорова унука Ирена се удала за члана царске породице Палеолог.